# جوزيف زيتو
جوزيف زيتو (بالإنجليزية: Joseph Zito)‏ (و. 1946  م) هو مخرج أفلام، ومنتج أفلام أمريكي، ولد في نيويورك.

## وصلات خارجية
- جوزيف زيتو على موقع IMDb (الإنجليزية)
- جوزيف زيتو على موقع ألو سيني (الفرنسية)
- جوزيف زيتو على موقع أول موفي (الإنجليزية)
- جوزيف زيتو على موقع قاعدة بيانات الأفلام السويدية (السويدية)
- جوزيف زيتو على موقع إن إن دي بي (الإنجليزية)
- جوزيف زيتو على موقع قاعدة بيانات الفيلم (الإنجليزية)
- جوزيف زيتو على موقع كينوبويسك (الروسية)